# Liga Mexicana de Voleibol Femenil
Para la liga de voleibol varonil, véase Liga Mexicana de Voleibol Varonil.
La Liga Mexicana de Voleibol Femenil (LMVF) es la liga de voleibol femenil más importante de México. Está conformada en la actualidad por 6 equipos a lo largo y ancho del país.   

## Fundación
La LMVF se fundó en 2013 con el apoyo de la Federación Mexicana de Voleibol (FMVB).

## Equipos Temporada 2020
Temporada 2019
| Liga Mexicana de Voleibol Femenil 2020 |                       |
| Equipo                                 | Sede                  |
| Borreguitas ITESM Chihuahua            | Chihuahua, Chihuahua  |
| Cafeteras de Córdoba                   | Córdoba, Veracruz     |
| Ireris Uruapan                         | Uruapan, Michoacán    |
| Panteras Virtus de León                | León, Guanajuato      |
| Tapatías de Jalisco                    | Guadalajara, Jalisco  |
| Vaqueras de la URN                     | Cuauhtémoc, Chihuahua |

## Tabla de Campeones
| Temporada | Campeón              | Subcampeón                  |
| --------- | -------------------- | --------------------------- |
| 2014      | Cedrus Hidalgo       | URN                         |
| 2015      | Tigrillas de la UANL | Adelitas de Chihuahua       |
| 2016      | Tigrillas de la UANL | Icon Nuevo León             |
| 2017      | Tapatías de Jalisco  | Ferrocarrileras del IMSS    |
| 2018      | Tigrillas de la UANL | Tapatías de Jalisco         |
| 2019      | Tapatías de Jalisco  | Ireris Uruapan              |
| 2020      | Tapatías de Jalisco  | Borreguitas ITESM Chihuahua |

### Palmarés
| Equipo                      | Títulos | Subtítulos | Años de campeonato |
| --------------------------- | ------- | ---------- | ------------------ |
| Tapatías de Jalisco         | 3       | 1          | 2017, 2019, 2020   |
| Tigrillas de la UANL        | 3       |            | 2015, 2016, 2018   |
| Cedrus Hidalgo              | 1       |            | 2014               |
| Borreguitas ITESM Chihuahua |         | 1          |                    |
| URN                         |         | 1          |                    |
| Adelitas de Chihuahua       |         | 1          |                    |
| Icon Nuevo Leon             |         | 1          |                    |
| Ferrocarrileras del IMSS    |         | 1          |                    |
| Ireris Uruapan              |         | 1          |                    |

### Campeonatos por Entidad Federativa
A continuación se muestran los campeonatos por entidad federativa, por cantidad de títulos y cronológicamente:
| Estado     | Campeonatos | Equipos              |
| ---------- | ----------- | -------------------- |
| Nuevo León | 3           | Tigrillas de la UANL |
| Jalisco    | 3           | Tapatías de Jalisco  |
| Hidalgo    | 1           | Cedrus Hidalgo       |